# Колективна поведінка рослин

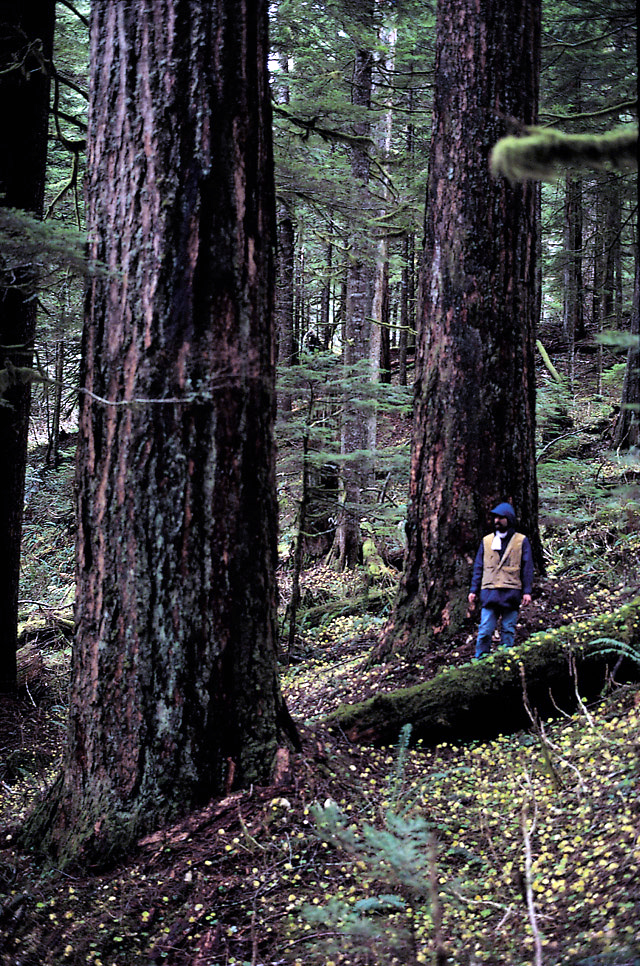
Ліс та підлісок псевдотсуги Мензіса

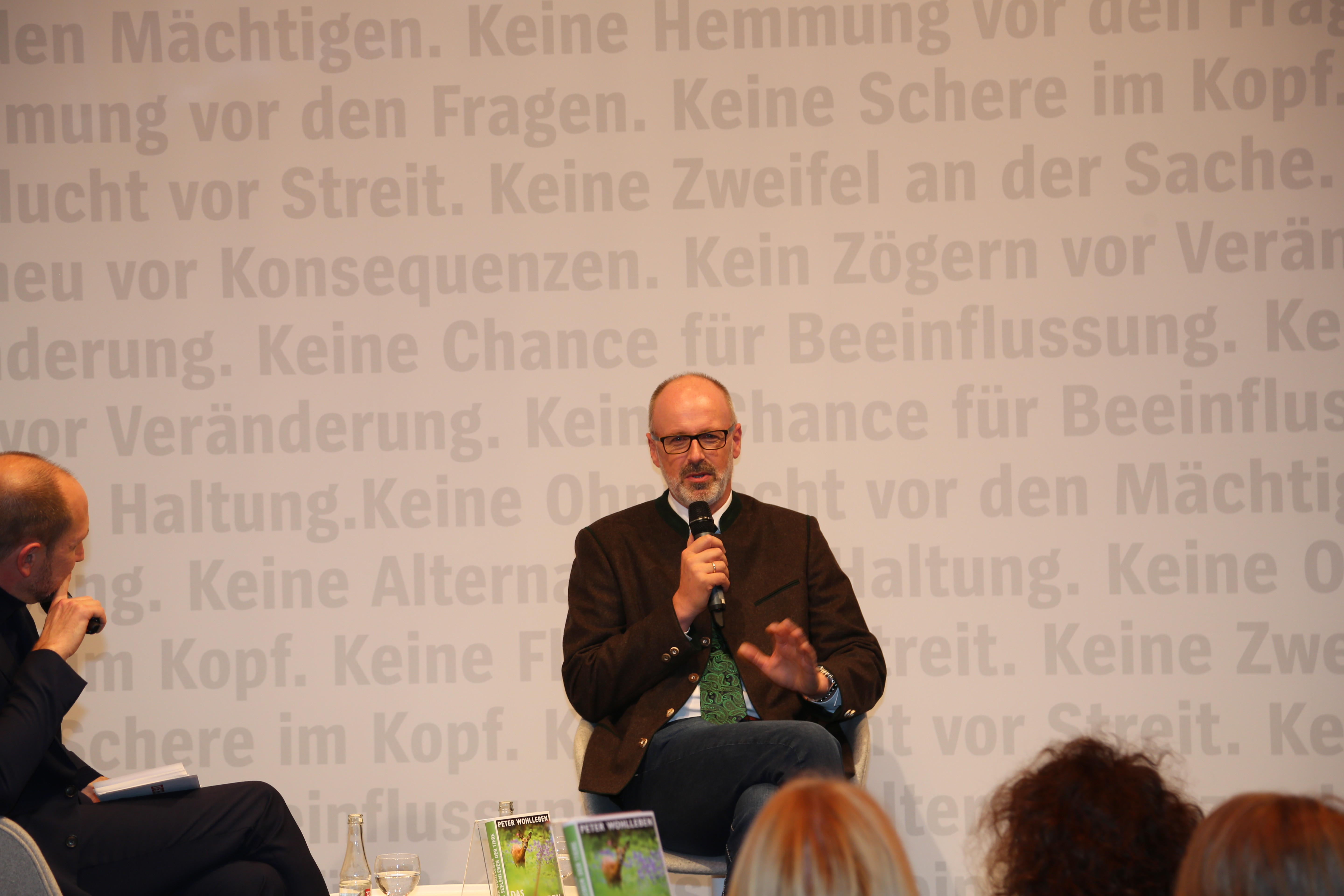
Петер Воллебен, автор дослідження соціальної поведінки рослин "Таємниче життя дерев"

Колективна поведінка рослин -  узгоджена поведінка великих груп схожих рослин.

## Дослідження

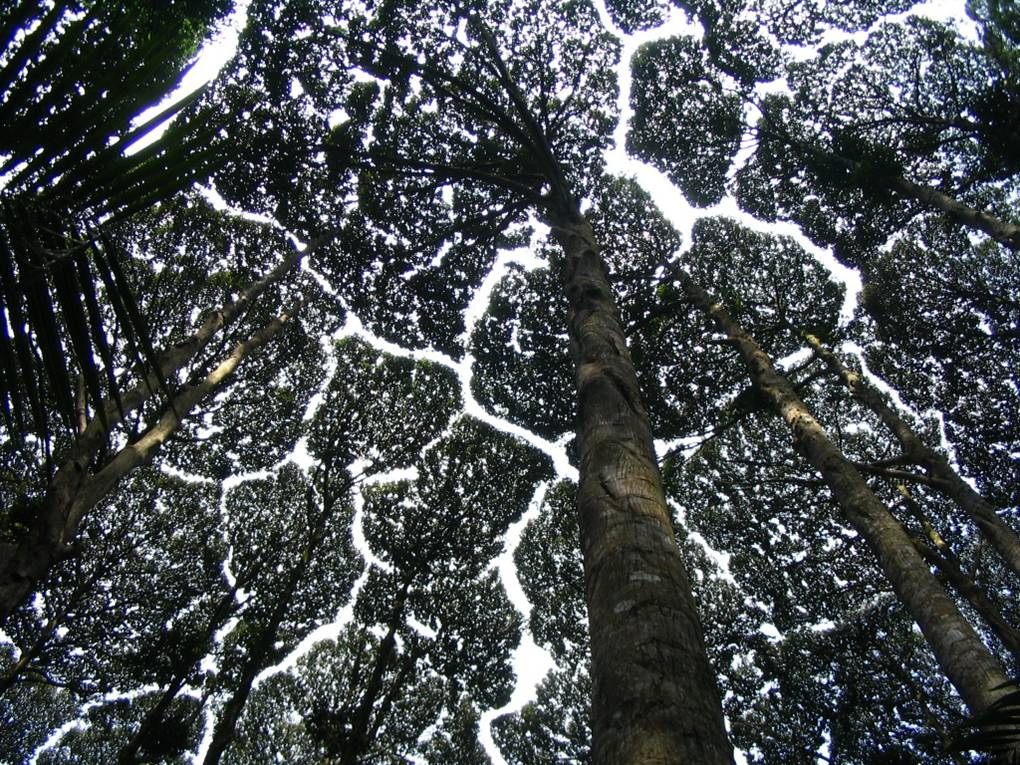
Полог D. aromatica, що демонструє сором'язливість крони

Комунікація та спільна реакція на подразники (шкідки, травоїдні) дерев була доказана рядом експериментів. 
Акації у африканській саванні, після того як їх починають об'їдати жирафи, відкладають у листі отруйні речовини та випускають феромони, що попереджають сусідні дерева діяти таким самим чином. Тому жирафи після сигнального застереження мають переміщатися до іншої групи акацій.
Дослідження з радіоактивним вуглецем-14 доводять, що доросла особа псевдотсуги Мензіса постачає своїх нащадків, яким не вистачає сонячного світла у підліску, поживними речовинами через підземну мережу симбіотичних грибів. Таким чином батьківське дерево підтримує ріст молодої парослі. На основі цього експерименту вчені припускають наявність соціальних зв'язків у рослин.
Моніка Гальяно з Університету Західної Австралії дослідила звуки, які видають корені зернових культур. Відтворення цих звуків впливало на напрямок росту коріння саджанців.
Ймовірним результатом колективної поведінки дерев може бути сором'язливість крони, коли крони повністю розвинених дерев не торкаються одна одної.

## У масовій культурі
У фільмі Явище зображують колективну атаку рослин на людей за допомогою нейротоксинів.

## Цікаві факти
Німецьким лісником Петером Воллебеном був знайдений живий пеньок дерева, зрізаного орієнтовно 400-500 років тому. Увесь цей час його "годували" сусідні буки, постачаючи йому поживні речовини.